# Porcellio linsenmairi
Porcellio linsenmairi is een pissebed uit de familie Porcellionidae. De wetenschappelijke naam van de soort is voor het eerst geldig gepubliceerd in 1989 door Schmalfuss.